# Jezero Posavsko
Jezero Posavsko – wieś w Chorwacji, w żupanii sisacko-moslawińskiej, w gminie Martinska Ves. W 2011 roku liczyła 70 mieszkańców.